# Clap Hands! Here Comes Charley!
Clap Hands! Here Comes Charley! é uma Música popular escrita por Billy Rose, Ballard MacDonald e Joseph Meyer e publicada no ano de 1925. A canção foi regravada por vários cantores da época, maioria de vaudeville, incluindo uma versão de Billy Murray  no ano de 1925, mas a versão mais popular da época foi a versão de Johnny Marvin, um músico de Oklahoma.  Na década de 1930, a música se tornou o tema do pianista da banda de dança britânica, Charlie Kunz .  Na década de 1960, a música foi usada para promover o chili Hormel, como em "Clap hands, here comes chili...".